# 棘泽之战
棘泽之战，公元前549年（周灵王二十三年，鲁襄公二十四年，楚康王十一年，郑简公十七年），楚国攻打郑国的作战。
前549年八月，晋国在夷狄（今山东省聊城市西南）会盟，联合诸侯攻打齐国，因为水灾，没有按计划出兵。齐庄公派陈无宇去楚国求援，楚国于是通过攻打晋国的盟友郑国来援救齐国。冬季，楚康王进攻郑国东门，驻扎在棘泽（今河南省新郑市东南）。诸侯回援郑国。晋平公派遣张骼、辅跞向楚军单车挑战，向郑国求取驾车之人。郑国人通过占卜派遣宛射犬，子太叔对宛射犬说：“对大国的人不能和他们平行抗礼。”宛射犬回答说：“不论兵之多少，御者地位是一样的。”张骼、辅跞在帐篷里，让射犬坐在帐篷外，他们吃完饭，才让宛射犬吃。让宛射犬驾广车前进，张骼、辅跞却坐着乘车，将到楚营，二人才登上宛射犬的战车，蹲在车后边的横木上弹琴。战车驶近楚营，宛射犬没告诉他们就疾驰前进。两人从袋子里拿出头盔戴上，入营下车，抓起来楚兵扔出去，将俘虏的楚兵捆好或挟在腋下。宛射犬没有等他们，而独自驱车出离楚营。张骼、辅跞都跳上车，抽出弓箭来射楚兵。脱险后，张骼、辅跞又在横木上弹琴，说：“公孙！同坐一车就是兄弟，为什么两次都打招呼？”宛射犬回答：“进去之前一心想着冲人敌营，出来是害怕敌军人多，顾不上商量。”两人笑道：“公孙是个急性的人啊！”楚康王从棘泽回来，派薳启彊护送陈无宇回齐国。